# 母虾错
母虾错，或譯姆夏错，是一个位于中国西藏自治区阿里地区措勤县曲洛乡北部的湖泊，面积约为2.03平方千米，属于青藏高原。它的一级流域为内流区诸河，二级流域为西藏内流区。